# Hohe Warte (Alpy Karnickie)
Hohe Warte (wł. Coglians) – najwyższy szczyt w Alpach Karnickich. Leży na granicy między Włochami (prowincja Udine) i Austrią (Karyntia).